# LoRa (LPWAN)
LoRa (acrònim anglès de Long Range, gran abast) és un protocol de comunicacions sense cables via ràdio-freqüència (xarxa sense fil). LoRa és una tecnologia de gran abast i baixa potència, també coneguda com a LPWAN. Està dirigit al sector d'edificis terciaris (immòtica) i a ciutats (urbòtica: xarxa d'àrea metropolitana). L'abast pot arribar a 10Km en zones urbanes. LoRa fou desenvolupat per l'empresa francesa Cycleo (Grenoble) i adquirida per l'empresa dels EUA Semtech l'any 2012. Aquest protocol pot ésser emprat en la Internet de les coses.

## Característiques

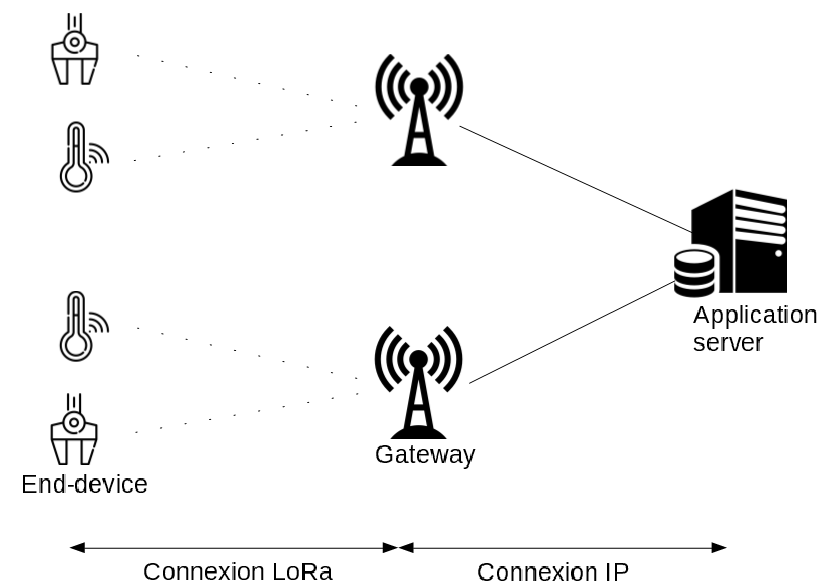
Fig.1 Topologia LoRan

Característiques principals del protocol LoRa :
1. Tecnologia LPWAN: orientat a dispositius de baix cost, gran abast i baix consum d'energia (ideal per a dispositius a bateria).
2. Baixa potència d'emissió segons normativa del Institut Europeu de Normes de Telecomunicació ETSI 300 220.
3. Utilitza una banda sense llicència ISM, bandes com 169 MHz, 433 MHz, 868 MHz (Europa) i 915 MHz (EUA).
4. Empra una topologia de xarxa en estrella per aconseguir simplicitat i molt baix consum (a diferència de les xarxes en malla). Vegeu la figura 1.
5. És un protocol propietari, no és programari lliure :
  1. Avantatge : només hi ha una versió de programari, per tant la compatibilitat entre els diferents fabricants està assegurada.
  2. Desavantatge : només hi ha un únic proveïdor del maquinari, competència molt limitada.
6. LoRa implementa la capa fisica (PHY) i la capa d'enllaç (MAC). La capa de xarxa és implementada per LoRAWAN.